# Єгиптяни у Великій Британії
Єгиптяни у Сполученому Королівстві — це громадяни Єгипту або люди єгипетського походження, які є громадянами або резидентами Сполученого Королівства.

## Історія міграції
В ірландській міфології, шотландській міфології та псевдоісторії згадується, що єгипетська принцеса, на ім'я Скота прибула до сучасної Шотландії (та/або до Ірландії) у дуже ранній період історії цих країн. Однак історична правдивість цієї історії викликає великі сумніви. А за Римської імперії Британія та Єгипет були двома провінціями єдиної імперії, яка мала значну торгівлю та взаємодію між її складовими частинами. Проте, якщо якісь єгиптяни й оселилися в римській Британії, то залишилося небагато доказів їх присутності.
Єгиптяни історично були проти еміграції зі своєї країни, навіть якщо вони страждали від значної бідності. Таким чином, до кінця 1960-х років лише невелика кількість єгиптян переїхала до Сполученого Королівства, і навіть тоді переважно з метою навчання. Оскільки Єгипетська революція, що почалася в 1952 році, набула дедалі більшого соціалістичного характеру під керівництвом Гамаля Абделя Насера, з націоналізацією багатьох приватних підприємств, деякі єгиптяни вищого та середнього класу прагнули покинути країну. Проте широкомасштабна еміграція відбулася лише після поразки Єгипту в Шестиденній війні 1967 року, в результаті якої Синайський півострів повністю опинився під ізраїльською окупацією, що наклало на країну величезний економічний тягар.
Враховуючи серйозність економічних проблем країни після війни, особливо після початку Війни на виснаження, уряд Єгипту побачив переваги в переїзді єгиптян за кордон, щоб працювати та надсилати додому грошові перекази. Таким чином, він частково послабив суворі правила проти еміграції (що включало вимоги щодо виїзних віз). Ця зміна в підході була продовжена за наступника Насера на посаді президента Єгипту Анвара Ель-Садата. Протягом 1970-х і 80-х років багато єгиптян скористалися послабленням цих обмежень і переїхали до західних держав, таких як Сполучене Королівство та багаті нафтою країни Перської затоки.
У той самий період загострення релігійної напруги в Єгипті призвело до подальшої еміграції, переважно коптів, хоча кількість емігруючих до Великої Британії була невеликою порівняно з Канадою та Австралією. З економічною лібералізацією Єгипту під керівництвом Садата в 1970-х роках трудова міграція до Сполученого Королівства зросла, як і потік єгиптян, які переїжджали до Великої Британії для отримання вищої освіти. Багато студентів залишилися в Британії після закінчення навчання. Протягом цього часу багато єгипетських бізнесменів переїхали до Великої Британії, щоб створити бізнес.

## Демографія
Згідно з переписом населення Великої Британії 2001 року близько 24 700 єгиптян були присутні у Великій Британії.
Згідно з переписом населення Великої Британії 2011 року, загалом 31 338 людей, народжених у Єгипті, проживали у Великій Британії: 28 927 були зареєстровані в Англії, 894 в Уельсі, 1322 у Шотландії та 195 у Північній Ірландії. За оцінками Управління національної статистики, еквівалентна цифра у 2019 році становила 39 000.

## Відомі британські єгиптяни або єгиптяни, які проживають у Сполученому Королівстві
- Сер Магді Якуб OM FRS: британсько-єгипетський кардіоторакальний хірург, відомий як хірург, який здійснив першу у Великій Британії трансплантацію серця та легень у 1980-х роках.
- Hosney Yosef OBE: радіолог нагороджений OBE у 2006 році на знак визнання його заслуг перед медициною в західній Шотландії
- Анба Ангаелос OBE: Генеральний єпископ Коптської православної церкви у Сполученому Королівстві. У 2015 році він був нагороджений OBE за заслуги в міжнародній свободі віросповідання
- Немат Талаат Шафік, баронеса Шафік, DBE, HonFBA (араб. نعمت شفيق; народилася 13 серпня 1962 р.), відома як Мінуш Шафік, є британсько-американським економістом єгипетського походження, яка обіймала посаду директора Лондонської школи економіки з Вересень 2017 року.
- Надь Хабіб: хірург, обраний журналом Saturday Times як один із 10 найкращих хірургів Великої Британії. Він є директором гепато-панкреато-біліарного відділення (HPB) у лікарні Хаммерсміт
- Ахдаф Суейф: британсько-єгипетський письменник, автор оповідань, політичний і культурний оглядач.
- Мохамед Аль-Файєд: єгипетський бізнесмен, який проживає у Великій Британії. Він є власником Hôtel Ritz Paris і колишнього універмагу Harrods.
- Ассем Аллам: бізнесмен
- Адам Ель-Абд: напівпрофесійний футболіст, який грає на позиції захисника «Вайтхока» та футбольної команди Єгипту.
- Джо Ель-Абд: регбіст. Зараз він тренує Олімпійський Кастр у Франції (січень 2018).
- Халід Абдалла: актор, добре відомий своїми ролями в The Kite Runner і United 93
- Магді Ішак: хірург-ортопед і президент Єгипетського медичного товариства Великої Британії
- Абу Хамза аль-Масрі
- Феді Елсаєд: актор, найвідоміший за роллю Рама Сінгха у додатковому серіалі BBC «Доктор Хто».
- Абдель-Маджед Абдель Барі: колишній репер та ісламістський бойовик з Майда-Вейл.
- Ахмед Ельмохамаді: професійний футболіст. Виступає за клуб Прем'єр-ліги «Астон Вілла» та збірну Єгипту
- Александра Аверіно: письменниця ліванського походження.
- Лейла Дін: екологічна активістка, яка займається питаннями зміни клімату, бідності та водної політики. Вона є програмним директором SumOfUs у Вашингтоні, округ Колумбія.
- Майк Бішай: футболіст регбійної ліги, який грає за London Skolars у Betfred League 1.
- Адам Дікон: актор, репер, сценарист і режисер. Він відомий своєю головною роллю у фільмах «Дитяче життя», продовженні «Дорослість», а також своїм режисерським дебютом «Анувахуд», марокканського походження.
- Адель Дарвіш: коментатор, історик, автор і репортер Вестмінстерського парламенту
- Доді Файєд: єгипетський світський лев і син бізнесмена Мохамеда Аль-Файєда
- Ендрю Ріджлі: співак, автор пісень і продюсер, найбільш відомий своєю роботою в 1980-х роках у музичному дуеті Wham!. Його батько має змішане італо-єгипетське походження
- Мохамед Ельнені: професійний футболіст. Виступав за англійський клуб «Арсенал», виступає за збірну Єгипту
- Ахмед Барада: сквошист, що народився в Єгипті.
- Мохамед Салах: (Мо Салах): професійний футболіст, який грає за ФК Ліверпуль. і збірна Єгипту. Його вважають одним із найкращих гравців у світі
- Джейд Тірволл: учасниця британської жіночої групи Little Mix